# Lodderia eumorpha
Lodderia eumorpha är en snäckart. Lodderia eumorpha ingår i släktet Lodderia och familjen Skeneidae.

## Underarter
Arten delas in i följande underarter:
- L. e. eumorpha
- L. e. cookiana